# Liparis trachyglossa
Liparis trachyglossa är en orkidéart som beskrevs av Rudolf Schlechter. Liparis trachyglossa ingår i släktet gulyxnen, och familjen orkidéer. Inga underarter finns listade i Catalogue of Life.